# هیفا بنت فیصل آل سعود
هیفا بنت فیصل آل سعود (زادهٔ ۱۹۵۰ (۷۴–۷۵ سال)) از اعضای آل سعود است. او بیشتر به خاطر نقشش در تأمین مالی هواپیماربایان ۱۱ سپتامبر شناخته شده‌است.
هیفا فرزند ملک فیصل و ملکه عفت بود. او خواهر تنی سعود الفیصل، و ترکی الفیصل آل سعود است. او با بندر بن سلطان ازدواج کرده و مادر ریما بنت بندر است.
پس از حملات ۱۱ سپتامبر، از او به خاطر پرداخت‌هایی که متهم بود به یکی از اتباع سعودی به نام عمر البیومی انجام داده مورد تحقیق قرار گرفت. االبیومی به دو تا از هواپیماربایان پس از ورودشان به کالیفرنیا کمک کرده بود. اهمیت این پرداخت‌ها و میزانی که ممکن است به هواپیماربایان کمک کرده باشد نامعلوم است.